# Matteo Fiorini
Matteo Fiorini (n. Ciudad de San Marino, 10 de febrero de 1978) es un político e ingeniero civil sanmarinense.

## Carrera
Es licenciado en Ingeniería civil por la Universidad de Bolonia (Italia). Tras terminar sus estudios superiores, comenzó a trabajar como gerente de proyectos en el sector privado.
Años más tarde decidió entrar en el mundo de la política, siendo militante de la Alianza Popular de San Marino.
Con su partido se presentó por primera vez en el puesto número 10 para las Elecciones Parlamentarias de 2008, pero como obtuvieron 7 escaños, no pudo formar parte de dicha legislatura. Aunque finalmente en el 2009 tras la salida del diputado Tito Masi, pasó a ocupar su escaño dentro del Consejo Grande y General de San Marino, en el cual ejerció de miembro del Comité de Asuntos Exteriores.
Posteriormente, desde el 1 de octubre de 2011 al 1 de abril de 2012, fue junto a Gabriele Gatti el nuevo Capitán Regente de la República de San Marino.
Seguidamente en las Elecciones Parlamentarias de noviembre de 2012, volvió a renovar su escaño en el parlamento y al mes siguiente fue nombrado Ministro de Territorio, Medio Ambiente, Telecomunicaciones, Juventud y Deporte. Ya el 4 de marzo de 2014, presentó su renuncia como ministro por motivos personales y fue sucedido por Antonella Mularoni, aunque siguió manteniendo su cargo de diputado y fue designado en otro comité parlamentario.
Tras las siguientes Elecciones Parlamentarias de 2016, pasó a ser miembro del organismo institucional "Consiglio dei XII" y dentro del Comité de Asuntos Exteriores fue unos de los colaboradores de la delegación sanmarinense ante la Unión Interparlamentaria.
El día 1 de octubre de 2017, volvió a ser reelegido como nuevo Capitán Regente de San Marino, pero esta vez junto a Enrico Carattoni.
Cabe destacar que durante su tiempo libre, es un activo voluntario en una asociación de voluntarios y en un sindicato. Además es también actor de teatro y ha realizado numerosas representaciones tanto dentro de San Marino como fuera de sus fronteras.